# Anthony Kosten
Anthony (Tony) Kosten, né le 24 juillet 1958 à Londres, est un joueur d'échecs anglais.
Au 1er octobre 2023, il est le 39e joueur anglais, avec un classement Elo de 2 366 points.

## Biographie et carrière
Grand maître international depuis 1990. Kosten vit en Auvergne. Il était marié à la joueuse d'échecs Gyöngyvér Kosten-Forintos, fille du grand maître international hongrois Győző Forintos, jusqu'à 2005.
Il a notamment remporté l'Open de Cappelle-la-Grande en 1987, l'open international de Saint-Dié des Vosges en 2007 et le 23e tournoi international d'Avoine en 2008.
Kosten était inscrit auprès de la fédération française de 2002 à 2022. En 2023, il est affilié à la Fédération anglaise des échecs.

## Publications
- French Advance, Éditions Everyman Chess, 1998,  (ISBN 978-1-901259-10-0)
- The Dynamic English, Éditions Gambit, 1999,  (ISBN 978-1-901983-14-2)
- The Latvian Gambit lives!, Éditions Batsford, 2003,  (ISBN 978-0-7134-8629-2)
- Mastering the Nimzo-Indian with the Read and Play Method, Éditions Batsford, 2003,  (ISBN 978-0-7134-8383-3)
- Winning with the Philidor, Éditions Batsford, 2003,  (ISBN 978-0-7134-6945-5)
- 101 Tips to Improve your Chess, Éditions Batsford, 2003,  (ISBN 978-0-7134-7899-0)